# Ganesh Asirvatham
Ganesh Asirvatham est un joueur de Scrabble et professeur d'anglais malaisien vivant à Kelang dans le Selangor. Il représente souvent la Malaisie dans les compétitions internationales de Scrabble anglophone et a notamment été finaliste du championnat du monde en 2007 ainsi que vainqueur en 2003 de la Brand's Crossword Game King's Cup. Il a également détenu de 2007 à 2013 le record du monde de la plus grande partie simultanée de Scrabble en affrontant 25 adversaires en même temps.
En 2019, il est le joueur numéro 1 au classement de la WESPA.